# Funan (film)
Pour plus de détails, voir Fiche technique et Distribution.
Funan est un film d'animation franco-belgo-luxo-cambodgien réalisé par Denis Do, sorti en 2018.

## Synopsis
Une jeune femme doit apprendre à survivre durant le régime totalitaire des Khmers rouges. Elle part en quête de son fils qui lui a été enlevé à Phnom Penh.

## Fiche technique
- Titre : Funan
- Réalisation : Denis Do
- Scénario : Denis Do, Magali Pouzol et Élise Trinh
- Direction artistique: Michael Crouzat
- Animation : Éléonore Guerra, Pascal Vermeersch et Paul Raymond Williams
- Montage : Laurent Prim
- Musique : Thibault Agyeman et Éditrice Cecilia Pietrzko
- Producteur : Sébastien Onomo, Annemie Degryse, David Grumbach, Louise Cosserat et Justin Stewart
- Production : Les Films d'ici, Lunanime BVBA, BAC Films, Webspider Productions et Ithinkasia
- Distribution : BAC Films
- Pays d’origine :  France,  Belgique,  Cambodge et  Luxembourg
- Langue : français
- Format : couleur
- Genre: Animation, drame et historique
- Technique : Animation 2D numérique
- Durée : 84 minutes
- Dates de sortie :
  - France : 11 juin 2018 (FIFA 2018) ; 6 mars 2019 (sortie nationale)
  - Belgique : 13 mars 2019

## Distribution
- Bérénice Bejo : Chou
- Louis Garrel : Khuon
- Céline Ronté : Mom
- Thierry Jahn : Sok
- Tom Trouffier : Tuch
- Maxime Baudouin : Hout
- Magali Rosenzweig : voix additionnelles
- Jérémy Bardeau : voix additionnelles
- Clément Moreau : voix additionnelles
- Cathy Cerda : voix additionnelles
- Guillaume Bourboulon : voix additionnelles

## Accueil

### Critiques
Le film reçoit une note moyenne de 3.7 sur Allociné.
Libération dit que « Funan dessine la peur qui se change en rancœur ». La Croix décrit « Une œuvre poignante. ».

## Distinctions
Le film a été récompensé du Cristal du long métrage du Festival international du film d'animation d'Annecy 2018. Il remporte la même année le Prix du public lors de la sixième édition du Festival International War on Screen.